# Boeing-Sikorsky RAH-66 Comanche
O Boeing Sikorsky RAH-66 Comanche corresponde ao ideal que o Exército americano tem de um helicóptero de reconhecimento/ataque do século XXI. Ele é rápido, leve e potente. Além disso, é silencioso, difícil de detectar visualmente e praticamente invisível para o radar inimigo. Mesmo quando detectado, ele seria capaz de suportar vários danos causados pela artilharia antiaérea, que derrubariam helicópteros menos resistentes. O Comanche foi projetado com maestria para sobreviver no campo de cenário de batalha moderno. Apesar de todas estas características a favorecerem-no, o RAH-66 Comanche foi cancelado pelo Exército dos Estados Unidos devido a problemas no seu custo (os gastos neste projeto giraram em aproximadamente 7 bilhões de dólares). Todos os sistemas electrónicos que eram para equipar o Comanche, vão agora equipar o AH-64 Apache.

## Características

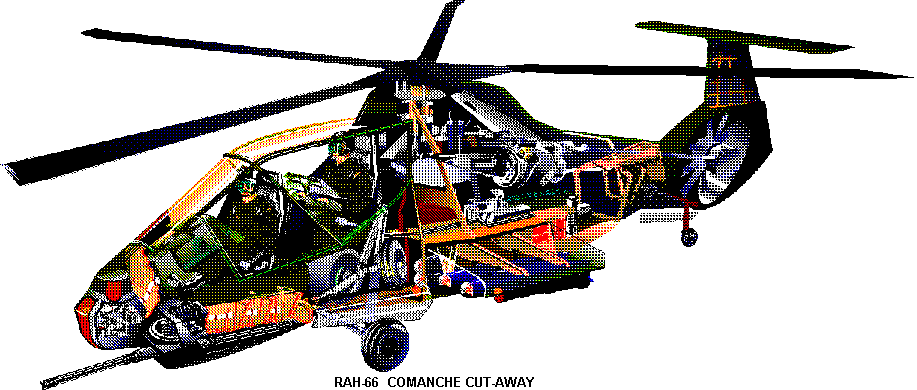
Corte de um RAH-66 Comanche.

O Exército procurou equipá-lo com sistemas eletrônicos de mira e vigilância de última geração. O projecto de seus  aviônicos tenta aproximar-se ao máximo da concepção do  F-22 Raptor, da USAF. Outra característica que o Comanche tem em comum com o F-22 é a invisibilidade parcial, também denominada "stealth".
Um dos lemas que surgiram nas guerras do século XX é a ideia de que se você pode ser visto, pode ser atingido e se você pode ser atingido, pode ser abatido. Os militares levaram essa lição às últimas consequências. Eles aprenderam que suas aeronaves não podem mais ser protegidas por uma blindagem forte ou motores mais rápidos. Actualmente, a única defesa eficaz é dificultar a sua detecção: o inimigo não conseguirá destruir algo que ele nem sabe que existe.

### Invisibilidade
Considere os modos como se pode detectar um helicóptero. As tropas inimigas podem vê-lo a olho nu, ouvi-lo ou ainda, detectá-lo com equipamentos sofisticados, como sensores de infravermelho, radar e detectores de radar. O Comanche foi projetado para ser  invisível, com características que minimizam ou eliminam cada uma das formas de detecção normais usadas pelo inimigo.
Como o piloto do Comanche está equipado com sistema de sensores de navegação de baixa visibilidade/voo noturno, ele pode operar o helicóptero do mesmo modo durante o dia ou à noite. Preferindo-se operar à noite, o Comanche reduz a capacidade do inimigo de detectá-lo visualmente. Mesmo à luz do dia, é praticamente impossível ver o Comanche a distância. Tem apenas 43 pés de comprimento (comparado ao Apache, de 51 pés) e 8 pés de largura quando visto de cima. Sua pequena fuselagem muitas vezes passa despercebida. Não é nada fácil, também, ouvir o Comanche. O rotor de cauda embutido tipo fenestron reduz significativamente o ruído, desviando o fluxo de ar do turbilhão de ar do rotor principal. Isso elimina grande parte do barulho produzido pela maioria dos helicópteros. Na verdade, os engenheiros da Sikorsky consideram o Comanche duas vezes mais silencioso do que o Apache ou o Bell OH-58 Kiowa.
Outro importante meio de detecção é o radar. O Comanche apresenta um perfil de radar bastante reduzido, devido a sua fuselagem de formato preciso. O retorno do radar é estimado como sendo seiscentas vezes menor que o do Apache. As armas estão armazenadas internamente, proporcionando-lhe uma aparência uniforme. Isso lhe permite desviar as ondas do radar em vez de refleti-las de volta para o receptor de radar.
A aeronave também é difícil de detectar por infravermelho. A sua exaustão é resfriada e difundida antes de ser liberada na atmosfera. Os materiais usados para construir a fuselagem absorvem o calor em vez de refleti-lo. Como resultado, a trilha de infravermelho do Comanche corresponde à metade da deixada pelo Apache.
Obviamente, a melhor forma de não ser descoberto pelo inimigo é ficar o mais longe possível dele. Com seus complexos sensores de alvo de longo alcance, o Comanche não precisa se aventurar em voos próximos do inimigo.
Em resumo: sobrevive em combate porque pode destruir o inimigo sem que o inimigo sequer note sua presença.

### Armamento
Sobreviver no combate é uma coisa, ser  eficaz na batalha é outra. Não só o Comanche é difícil de detectar, como também é capaz de espalhar destruição como nenhum outro helicóptero de reconhecimento. Contando com uma grande variedade de armas, o Comanche pode atacar alvos aéreos e terrestres. Seus compartimentos para armamento nas duas laterais apresentam três pontos rígidos. Cada ponta pode acomodar um AGM-114 Hellfire, dois  AIM-92 Stinger ou um único casulo de foguetes com quatro Hydra FFARs. Além disso, o Comanche carrega um canhão de três canos de 20 mm e 500 projéteis. A metralhadora está em uma torre localizada abaixo da cabine e sob o comando do capacete do piloto.
Quando a invisibilidade se torna menos importante do que o poder de fogo, o Comanche pode transportar dois EFAMS (External Fuel and Armament Management System — Sistema de Gerenciamento de Armamento e Combustível Externo) em forma de asa. Cada uma dessas asas sem finalidade de sustentação tem quatro pontos rígidos que, como os pontos duros internos, podem transportar um Hellfire ou dois Stingers cada. Os EFAMS usam o mesmo casulo para quatro foguetes, que
também são utilizados internamente. Quatro desses casulos para quatro foguetes podem ser montados em cada EFAMS, somando um total de dezesseis foguetes.

### Outras características
O rotor principal de cinco pás do Comanche é acionado por duas turbinas LHTEC T800-LHT-801, cada uma com 1.380 shp de potência. Esses motores proporcionam velocidade máxima próxima a 175 nós e uma autonomia de quase três horas ininterruptas. O Comanche pode percorrer sozinho 1.300 milhas náuticas até uma área de combate quando equipado com tanques externos de combustível. Em emergências, até oito Comanches podem ser carregados em uma única aeronave de transporte C-5A Galaxy, bastando remover o rotor principal. Esses oito helicópteros têm condições de ficar prontos para combate trinta minutos após o pouso.
De acordo com o Departamento Contábil, o Comanche será o helicóptero mais informatizado já usado até agora pelo Exército. O Exército estima que aproximadamente 1,4 milhão de  linhas de código foi necessário para executar e integrar as funções essenciais para as missões. Isso pode ser comparado às 573 mil linhas de código necessárias para atualizar o helicóptero de ataque Apache com radar de controle de fogo (Longbow).

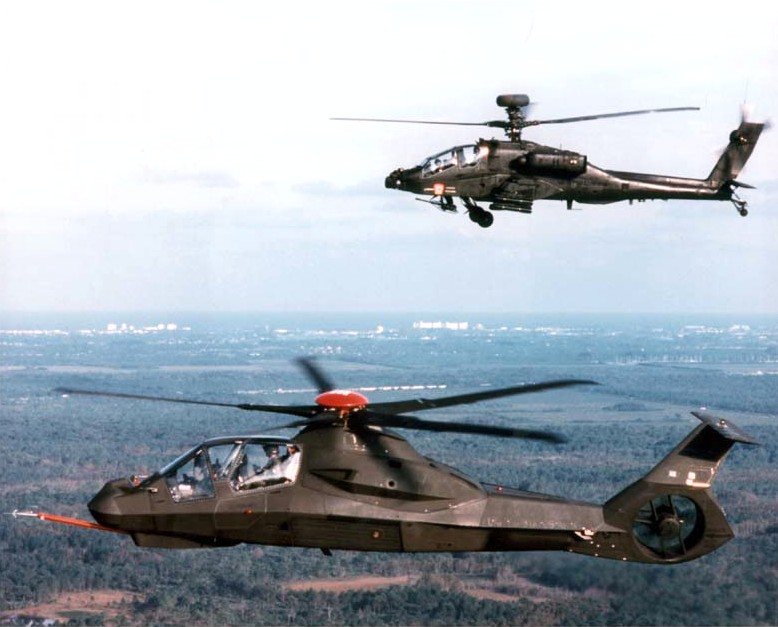
O RAH-66 com o AH-64 Apache.

## Especificações (RAH-66A)
Dados de: Jane's, Frawley, Boeing e Sikorsky, Bonds e Miller.
Descrições gerais
- Tripulação: 2
- Capacidade: 2 296 kg (5 060 lb) de carga útil
- Comprimento: 14,28 m (47 ft)
- Diâmetro do rotor(es): 11,90 m (39 ft)
- Altura: 3,37 m (11 ft)
- Área rotor: 111 m²
- Peso vazio: 4 218 kg (9 300 lb)
- Peso bruto (carregado): 5 601 kg (12 300 lb)
- Peso de decolagem: 7 896 kg (17 400 lb)

Motorização
- Número de motores: 2x
- Tipo do motor: Turboshaft
- Fabricante/modelo: LHTEC T800-LHT-801
- Potência por motor: 1 563 hp (1 170 kW)
- Descrição do propulsor/hélice: 5x pás no rotor principal e 8 pás no rotor de cauda

Performance
- Velocidade máxima: 324 km/h (201 mph)
- Velocidade de cruzeiro (Mach): 0.248 Ma
- Velocidade total em Mach: 0.262 Ma
- Velocidade total em Nó: 175 kn (324 km/h)
- Alcance: 2 220 km (1 380 mi)
- Alcance bélico: 278 km (173 mi)
- Autonomia: 2.5 hs
- Razão de subida: 4,55 m/s
- Tecto de serviço: 4 566 m (15 000 ft)

Armamentos
- Metralhadoras/canhões: 1x canhão XM301 de 20 mm (0,79 in)
- Mísseis: Baia interna para 6x AGM-114 Hellfire ou 6x AIM-92 Stinger ou 24x Hydra 70
Opcional nas mini-asas 8x Hellfires, 16x Stinger, ou 70x Hydra 70